# 上尾運動公園
上尾運動公園（あげおうんどうこうえん）は埼玉県上尾市愛宕に位置する都市公園（運動公園）である。スポーツ施設が主に設置された公園である。

## 概要
この場所はもともとは「埼玉県農業試験場（現・埼玉県農業技術研究センター）」が存在していたが、試験場が移転した事に加え、1967年に埼玉県で開催される国民体育大会「清新国体」に合わせ前年の1966年に陸上競技場と体育館が完成した。
開園は1967年（昭和42年）10月1日、こけら落しとして「第19回健康保険全国勤労者陸上競技大会」が同日より2日間開催された。
さいたま市境から近い国道17号沿いにあり、国道を挟んだ反対側の拡張区域には、埼玉県立武道館と埼玉アイスアリーナがある。かつてこちらには、プール施設を備えた「さいたま水上公園」（1971年完成。2022年閉鎖）があった。

## 施設

### 陸上競技場
正式名称は「埼玉県上尾運動公園陸上競技場」。日本陸上競技連盟公認第2種競技場で、陸上競技専用競技場となっている。メインスタンドは鉄筋コンクリート製3階建て、それ以外は土盛りでできている。
フィールド内には砲丸投げや走り幅跳びのエリアが設置されていることもあり、サッカーやラグビーなどの球技は開催できない。
炬火台は「清新国体」でモットーとされた「清新」「健康」「協力」をイメージした3本の柱で構成され、2004年開催の埼玉県2度目の国体「彩の国まごころ国体」開催時は主会場であった熊谷スポーツ文化公園陸上競技場に一時的に移設され使用された。
2007年にはメインスタンドの耐震補強工事が行なわれている。

### 体育館
収容人数は2,500人。54mX39mのアリーナを持ち、室内球技や体操競技、卓球などが開催可能である。

### ジョギングコース
1周800m。足腰への負担を抑えるためにウレタンチップが埋め込まれている。

### 補助競技場
1周400m・6コースの陸上トラックを有している。

### 児童遊園
面積は約4,900平方メートル。滑り台やブランコなどの遊具を備える。

## アクセス
- JR高崎線「上尾駅」より徒歩15分
- 東武バスウエスト及び上尾市循環バス・ぐるっとくん「上尾運動公園」バス停下車すぐ